# Kniha roku Lidových novin 1998
Kniha roku Lidových novin 1998 je anketa Lidových novin o nejzajímavější knihu roku 1998. V anketě hlasovalo 250 osobností a zvítězila Magorova summa.

## Výsledky
1. Ivan Martin Jirous: Magorova summa
2. Miloslava Holubová: Necestou cestou
3. Rudolf Vrba: Utekl jsem z Osvětimi